# War (U2)
War is het derde studioalbum van U2. Het is de eerste elpee van U2 waarop ze een expliciete politieke stelling innemen. Van dit album zijn New Year's Day, Two Hearts Beat As One en Sunday Bloody Sunday als single uitgebracht. 40 is ook als single uitgebracht, maar alleen in Duitsland.

## Geschiedenis
Na het nogal zweverige en wisselend ontvangen October, zochten U2 en producer Steve Lillywhite naar een harder geluid. Ook werden de spirituele teksten van het vorige album vervangen door protestteksten, het is voor het eerst dat U2 een expliciete, politieke stelling innam. Door het sterk aanwezige drumwerk van Larry Mullen jr., voornamelijk op Sunday Bloody Sunday en Like a Song krijgt het album een sterk (anti)militair karakter. Het is ook het eerste album waarin The Edge achtergrondzang verricht.
De opnames van War liepen uit, waardoor veel nummers 's nachts werden opgenomen. Om zeven uur 's ochtends waren ze echter nog niet klaar, waardoor Bono nummers zat in te zingen, terwijl een andere band op de gang stond te wachten. Ook het mixen kon niet later gebeuren, zodat de opnames en het mixen van nummers tegelijkertijd plaatsvond. Steve Lillywhite vertelde later dat New Year's Day in tien minuten was gemixt. Dit had echter geen invloed op de verkoopcijfers: War kwam binnen op de eerste plaats van de Engelse albumcharts en bereikte dubbel-platinum in 1992.
Op de cover staat hetzelfde jongetje als op de cover van Boy, Peter Rowan. De cover is minder controversieel dan Boy, omdat Rowan ouder is en minder bloot in beeld is dan hun debuutplaat. De titel had oorspronkelijk een roze kleur, wat later werd vervangen door bloedrood. In Japan werd een meer stripachtige versie van de controversiële foto uitgebracht.

## Thema's
Het thema van War is oorlog. Het openingsnummer, Sunday Bloody Sunday, is een protestsong die in één klap afrekent met het spirituele en onschuldige imago van de eerdere albums. Tijdens Under a Blood Red Sky zegt Bono dat het nummer geen "rebelsong" is, maar een positief protestlied. Het nummer behandelt de gang van zaken van de "Bloedige Zondag" in 1972, waarin dertien Ierse burgers door Engelse paramilitairen in de stad Derry doodgeschoten werden (4½ maand later overleed nog een veertiende slachtoffer), een escalatie van "the Troubles" in Noord-Ierland, waar de katholieke en protestante bevolking tegenover elkaar staan. De band zelf is half-katholiek en half-protestants.
Waar Sunday Bloody Sunday geen "rebelsong" was, is Like a Song dat des te meer (Too right to be wrong / In this rebelsong). Het is een aanklacht tegen de maatschappij (And if you can't help yourself / Well take a look around you / When others need your time / You say it's time to go... it's your time), maar gaat voornamelijk over de passieve en hypocriete demonstranten uit de jaren 80, die zich vooral uitten in de kledingkeuze en speldjes. Bono moet niks hebben van dit "salonsocialisme" (And in leather, lace and chains we stake our claim / Revolution once again / No I won't, I won't wear it on my sleeve. / I can see through this expression and you know I don't believe; And we love to wear a badge, a uniform / And we love to fly a flag / But I won't let others live in hell en Angry words won't stop the fight / Two wrongs won't make it right.) Ironisch genoeg zou hetzelfde lied nu gebruikt kunnen worden tegen de "nietszeggende expressies" van onder andere Live 8 en andere pro-Afrika instellingen, waarvoor Bono zich tegenwoordig inzet.
Bono begon New Year's Day te schrijven met de bedoeling er een liefdeslied van te maken, maar het kreeg gaandeweg ook een politieke lading en verwijst naar de Solidariteits-beweging van Lech Wałęsa in Polen. De meest politieke regel (And so we are told this is the golden age / And gold is the reason for the wars we wage) is echter verwijderd in de latere Best of-compilaties, en is op de radio nog meer zeer zelden te horen in de onverkorte albumversie met de bovenstaande zin.
Muziekrecensenten prezen de teksten omdat ze geen oplossing voor de wereldproblematiek boden, maar dat Bono ze slechts aankaartte. Wel lijkt het erop dat Bono zich schaamde voor zijn politieke standpunten en uit hij verontwaardiging ten opzichte van zijn eigen karakter, te zien aan de passages A new heart is what I need. / Oh, God make it bleed in Like a Song en I don't know which side I'm on. / I don't know my right from left or my right from wrong. / They say I'm a fool, they say I'm nothing uit Two Hearts Beat as One.
Andere nummers gaan over kernwapens (Seconds) of over prostitutie (Red Light). Het slotnummer van het album, getiteld "40", is qua tekst gebaseerd op de Bijbelse Psalm van David, 40.

## Tracklist
1. Sunday Bloody Sunday - 4:40
2. Seconds - 3:10
3. New Year's Day - 5:35
4. Like A Song - 4:46
5. Drowning Man - 4:14
6. The Refugee - 3:40
7. Two Hearts Beat As One - 4:03
8. Red Light - 3:46
9. Surrender - 5:34
10. 40 - 2:35

New Year's Day, Two Hearts Beat As One en Sunday Bloody Sunday zijn als single uitgebracht. 40 is als single in Duitsland uitgebracht.

## Bezetting
- Bono - zang, gitaar
- The Edge - gitaar, piano, lap steel-gitaar, zang
- Adam Clayton - basgitaar
- Larry Mullen jr. - drums

In het nummer 40 wisselen The Edge en Adam Clayton van instrument
Extra:
- Kenny Fradley - trompet
- Steve Wickham - elektrische viool in "Sunday Bloody Sunday" en in "Drowning Man"
- Cheryl Poirier, Adriana Kaegi, Taryn Hagey, Jessica Felton - achtergrondzang in "Red Light" en in "Surrender"